# Persepolis (film)
Persepolis is een Franse animatiefilm uit 2007 gebaseerd op de autobiografische strip met dezelfde naam. De film is geschreven en geregisseerd door Marjane Satrapi (de auteur van de strip) en Vincent Paronnaud. De productie werd genomineerd voor onder meer een Oscar, een Golden Globe en een BAFTA Award. De film won vijftien andere filmprijzen, waaronder de juryprijs op het Filmfestival van Cannes, twee Césars en zowel de Moviezone Award als de publieksprijs op het International Film Festival Rotterdam.

## Verhaal
De titel van de film is een verwijzing naar de historische Iraanse stad Persepolis. Het verhaal begint vlak voor de Iraanse Revolutie en wordt verteld vanuit het perspectief van de dan negenjarige Satrapi. Hoewel haar oma en ouders in eerste instantie blij zijn dat sjah Mohammed Reza Pahlavi de macht wordt afgenomen, verandert dit snel daarna, wanneer de nieuwe machthebbers een nog veel repressiever beleid blijken te voeren. Tijdens de Islamitische Revolutie blijkt dat bovendien de positie van de vrouw in de samenleving in het bijzonder onder de onderdrukking lijdt. Satrapi is niettemin geen makkelijk buigzaam iemand, wat versterkt wordt door haar verblijven in verschillende Europese landen en heeft ze een sterke eigen mening. Toch kan ze ook daar niet zomaar aarden als vrouw van Iraanse afkomst. Bij terugkomst in haar geboorteland merkt ze dat er veel is veranderd en dat op het niet navolgen van de regels zware straffen staan. Haar oma herinnert haar er niettemin geregeld aan dat ze naar haar idealen moet leven, zodat haar opa en oom Anouche niet voor niets, strijdend voor vrijheid, zijn gestorven.
De film is nagesynchroniseerd in het Engels.

## Stemmen
| Personage                               | Originele versie (Frans) | Nasynchronisatie (Engels) |
| --------------------------------------- | ------------------------ | ------------------------- |
| Marjane 'Marji' Satrapi als jonge vrouw | Chiara Mastroianni       | Chiara Mastroianni        |
| Marjane 'Marji' Satrapi als meisje      | Gabrielle Lopes Benites  | Amethyste Frezignac       |
| Marjanes moeder                         | Catherine Deneuve        | Catherine Deneuve         |
| Marjanes vader                          | Simon Abkarian           | Sean Penn                 |
| Marjanes grootmoeder                    | Danielle Darrieux        | Gena Rowlands             |
| Oom Anouche                             | François Jerosme         | Iggy Pop                  |
| Lali                                    | Tilly Mandelbrot         |                           |
| Walla                                   | Sophie Arthuys           |                           |
| Markus / Momo / Sentry                  |                          | Matthew Géczy             |
| Voogd / Sjah Mohammed Reza Pahlavi      |                          | Robert William Bradford   |
| Revolutionair / Reza / Sentry           |                          | Chris Mack                |